# 2차원 등각 장론
수학과 물리학에서 2차원 등각 장론(二次元等角場論, 영어: two-dimensional conformal field theory)은 등각 장론의 2차원에서의 특수한 경우이다. 즉, 2차원 시공간에 존재하며, 비라소로 대수라는 무한 차원 리 대수 대칭을 갖는 양자장론이다. 2차원 등각 장론은 고차원 등각 장론에서 찾을 수 없는 여러 특수한 성질을 가진다. 끈 이론 및 응집물질물리학에서 쓰인다.

## 정의

### 비라소로 대수
비라소로 대수는 {\displaystyle L_{n}} ({\displaystyle n\in \mathbb {Z} })과 {\displaystyle c}로 인하여 생성되는 대수로, 다음과 같은 리 괄호를 가진다.
{\displaystyle [c,L_{n}]=0}
{\displaystyle [L_{m},L_{n}]=(m-n)L_{m+n}+{\frac {c}{12}}(m+1)m(m-1)\delta _{m+n}}
중심 원소 {\displaystyle c}가 0인 대수를 비트 대수(영어: Witt algebra)라고 하며, 이는 비라소로 대수의 고전적 형태로 볼 수 있다. 이는 고전적으로 다음과 같은 벡터장들로 의하여 생성된다.
{\displaystyle L_{n}=-z^{n+1}{\frac {\partial }{\partial z}}}

### 비라소로 대수의 표현
임의의 정칙 사상 {\displaystyle f\colon \mathbb {C} \to \mathbb {C} }에 대하여, 장들은 일반적으로 복잡하게 변환한다. 그 가운데, 일차장(영어: primary field)들은 다음과 같이 변환한다.
{\displaystyle (f^{*}O)(z,{\bar {z}})=(\partial f)^{h}({\bar {\partial }}{\bar {f}})^{\bar {h}}O(f(z),{\bar {f}}({\bar {z}}))}
여기서 {\displaystyle (h,{\bar {h}})}는 일차장 {\displaystyle O}의 등각 무게(영어: conformal weight)라고 한다. 또한, 이들로부터 스핀 {\displaystyle s}와 차원(영어: scaling dimension) {\displaystyle \Delta }를 다음과 같이 정의한다.:36:156:75
{\displaystyle s=h-{\bar {h}}}
{\displaystyle \Delta =h+{\bar {h}}}
일차장의 변환이 잘 정의되기 위해서는 스핀과 차원이 둘 다 정수여야 한다.:156 다만, 무게 {\displaystyle (h,{\bar {h}})} 자체는 정수일 필요가 없다.
일차장들은 에너지-운동량 텐서 {\displaystyle T(z)}와 다음과 같은 연산자 곱 전개를 가진다.:20
{\displaystyle T(z)O(w,{\bar {w}})={\frac {h}{(z-w)^{2}}}O(w,{\bar {w}})+{\frac {1}{z-w}}\partial _{w}\Phi +\cdots }
{\displaystyle {\bar {T}}({\bar {z}})O(w,{\bar {w}})={\frac {\bar {h}}{({\bar {z}}-{\bar {w}})^{2}}}O(w,{\bar {w}})+{\frac {1}{{\bar {z}}-{\bar {w}}}}{\bar {\partial }}_{\bar {w}}O(w,{\bar {w}})+\cdots }
즉, 모든 {\displaystyle n>0}에 대하여, 일차장들은 {\displaystyle L_{n}}, {\displaystyle {\bar {L}}_{n}}에 의하여 상쇄된다.
{\displaystyle L_{n}|\phi \rangle ={\bar {L}}_{n}|\phi \rangle =0\forall n>0}
{\displaystyle L_{0}|\phi \rangle =h|\phi \rangle }
{\displaystyle {\bar {L}}_{0}|\phi \rangle ={\bar {h}}|\phi \rangle }
반대로,
{\displaystyle \langle \phi |L_{-n}=\langle \phi |{\bar {L}}_{-n}=0\forall n>0}
{\displaystyle \langle \phi |L_{0}=h\langle \phi |}
{\displaystyle \langle \phi |{\bar {L}}_{0}={\bar {h}}\langle \phi |}
이다. 일차장의 조건에서, 모든 양의 {\displaystyle n} 대신 {\displaystyle n=1}인 경우의 조건만을 적용시키면,  준일차장(영어: quasiprimary field)의 개념을 얻는다. 즉, 일차장은 비라소로 대수 전체에 대하여 잘 변환하는 반면, 준일차장은 비라소로 대수의 대역적 부분 대수 {\displaystyle \{L_{0},L_{\pm 1},{\bar {L}}_{0},{\bar {L}}_{\pm 1}\}}에 대하여 잘 변환한다.
일차장에 {\displaystyle L_{-n}} ({\displaystyle n>0})을 가하여, 다양한 이차장(영어: secondary field)들을 정의할 수 있다. 즉, 만약 {\displaystyle \phi }가 일차장이라면 다음은 모두 이차장이다.
{\displaystyle L_{-1}\phi \qquad L_{-3}L_{-2}\qquad L_{-4}L_{-2}^{2}L_{-1}\phi }
주어진 일차장 {\displaystyle \phi }로부터 정의되는 이차장들을 {\displaystyle \phi }의 자손(
자손, 영어: descendent)이라고 한다.
{\displaystyle L_{-n}}을 가하면 무게 {\displaystyle h}가 {\displaystyle n}만큼 증가하고, 마찬가지로 {\displaystyle {\bar {L}}_{-n}}을 가하면 무게 {\displaystyle {\bar {h}}}가 {\displaystyle n}만큼 증가한다. 일차장과 여기에 음수 차수 비라소로 연산자들을 가하여 얻은 이차장들의 집합을 베르마 가군이라고 하며, 베르마 가군의 무게는 그 일차장의 무게이다. 무게가 {\displaystyle (h,{\bar {h}})}인 베르마 가군에서, 무게가 {\displaystyle (h+n,{\bar {h}}+{\bar {n}})}인 이차장들의 수는
{\displaystyle p(n)p({\bar {n}})}
이다. 여기서 {\displaystyle p(k)}는 분할수 함수이다. 다만, 베르마 가군의 원소 가운데 노름이 0 또는 음수인 경우는 물리적 힐베르트 공간에 포함시키지 않는다.
항등 연산자(진공) {\displaystyle 1}은 일차장이며, 그 무게는 {\displaystyle (h,{\bar {h}})=(0,0)}이다. 에너지-운동량 텐서 {\displaystyle T(z)}, {\displaystyle {\bar {T}}({\bar {z}})}는 {\displaystyle 1}의 자손이며, 구체적으로 다음과 같다.
{\displaystyle T(z)=L_{-2}1}
{\displaystyle {\bar {T}}(z)={\bar {L}}_{-2}1}
비라소로 대수의 표현은 중심 원소 {\displaystyle c}의 값에 따라 분류된다. 표현이 어떤 최고 무게(영어: highest weight) h로부터 생성되는 경우를 최고 무게 표현(영어: highest weight representation)이라고 한다. 유니터리 기약 최고 무게 표현은 그 중심 원소 c와 최고 무게 h로 분류된다. 유니터리 표현의 경우
{\displaystyle c,h\geq 0}
이다. 가능한 {\displaystyle c}의 값들은 다음과 같다. {\displaystyle c\geq 1}인 경우, 모든 {\displaystyle h\geq 0}에 대한 표현 {\displaystyle (c,h)}가 존재한다. {\displaystyle c<1}인 경우에는 다음과 같은 값들만이 존재한다.
{\displaystyle c=1-{\frac {6}{m(m+1)}}}
{\displaystyle h=h_{p,q}(c)\equiv {\frac {((m+1)p-mq)^{2}-1}{4m(m+1)}}}
{\displaystyle m=2,3,4,\dots }
{\displaystyle p=1,2,\dots ,m-1}
{\displaystyle q=1,2,\dots ,p}
후자의 경우를 최소 모형이라고 한다.

### 모드 전개
준일차장들의 푸리에 전개는 다음과 같이 쓴다.:37:153, (6.7):22, (2.25)
{\displaystyle \phi (z,{\bar {z}})=\sum _{n\in \mathbb {Z} +\eta }\sum _{{\bar {n}}\in \mathbb {Z} +{\bar {\eta }}}\phi _{n,{\bar {n}}}z^{-h-n}{\bar {z}}^{-{\bar {h}}-{\bar {n}}}}
이에 따라, {\displaystyle \phi _{n,{\bar {n}}}}은 무게 {\displaystyle (h,{\bar {n}})}을 갖는다. {\displaystyle \eta }와 {\displaystyle {\bar {\eta }}}의 값은 부여하는 경계 조건에 따라서 달라진다.
무게가 {\displaystyle (h,0)}인 일차장 {\displaystyle \phi (z)}에 대하여,
{\displaystyle \phi (z)=\sum _{n=-\infty }^{\infty }z^{n}\phi _{-h-n}}
{\displaystyle \phi _{-h-n}=\oint {\frac {dz}{2\pi i}}z^{-n-1}\phi (z)}
이다. 이 경우, {\displaystyle |\phi \rangle =\phi (0)|0\rangle }이 정의돼야 하므로
{\displaystyle \phi _{-h-n}=0\forall n<0}
이며, 또한
{\displaystyle |\phi \rangle =\lim _{z\to 0}\phi (z)|1\rangle =\phi _{-h}|1\rangle }
이다. 즉, {\displaystyle \phi _{-h}}는 {\displaystyle |\phi \rangle }의 생성 연산자이다.
모드 성분 {\displaystyle \phi _{n,{\bar {n}}}}의 에르미트 수반은 다음과 같다.:23, (2.31)
{\displaystyle \phi _{n,{\bar {n}}}^{\dagger }=\phi _{-n,-{\bar {n}}}}

### 2차원 등각 시공간
2차원에서는 무한 차원의 비라소로 대수로 인하여 무한히 많은 수의 보존량이 존재하며, 따라서 그 구조가 매우 제한돼 있다. 구체적으로, 양자장론은 상관 함수로 기술되는데, 2차원 등각 장론에서는 이 상관함수를 비라소로 대수와 워드-다카하시 항등식(영어: Ward-Takahashi identity)을 써서 엄밀하게 구할 수 있다. 이러한 의미에서 2차원 등각 장론은 해를 구할 수 있으며(solvable), 2차원 통계역학 계 또는 1+1차원 양자계를 이해하는 데 있어서 강력한 도구다.
2차원에서는 (유클리드 계량 부호수에서의) 등각 구조가 복소 구조와 같다. 따라서, 2차원 유클리드 등각 장론에서의 공간은 리만 곡면의 구조를 가지며, 공간의 좌표는 통상적으로 복소 좌표 {\displaystyle z}로 나타낸다. 즉, 벡터 {\displaystyle (x,y)\in \mathbb {R} ^{2}}가 주어지면
{\displaystyle (z,{\bar {z}})=(x+iy,x-iy)}
로 정의한다. 통상적으로 (반)정칙적인 미분을 다음과 같이 정의한다.
{\displaystyle \partial ={\frac {\partial }{\partial z}}}
{\displaystyle {\bar {\partial }}={\frac {\partial }{\partial {\bar {z}}}}}
이 경우, 고전적인 등각 대칭은 다음과 같은 비트 대수(영어: Witt algebra)에 의하여 생성된다.
{\displaystyle L_{n}=-z^{n+1}\partial }
{\displaystyle {\bar {L}}_{n}=-{\bar {z}}^{n+1}{\bar {\partial }}}
이들은 다음과 같은 대수를 만족시킨다.
{\displaystyle [L_{m},L_{n}]=(m-n)L_{m+n}}
{\displaystyle [{\bar {L}}_{m},{\bar {L}}_{n}]=(m-n){\bar {L}}_{m+n}}
양자화 후에는 여기에 변칙적인 항이 추가돼 비라소로 대수가 된다.
다른 모든 양자역학적 모형과 마찬가지로, 등각 장론의 상태 공간 {\displaystyle {\mathcal {H}}}는 복소 벡터 공간을 이루며, 이 가운데 하나의 진공 상태
{\displaystyle |1\rangle \in {\mathcal {H}}}
가 존재한다.

### 범주론적 정의
그레임 시걸은 등각 장론을 함자의 개념을 사용하여 다음과 같이 정의하였다. 원(circle)을 대상으로, 리만 곡면에 의한 보충 경계를 사상으로 하는 범주 {\displaystyle \operatorname {Bord} _{2}^{\text{conf}}}를 생각하자. 또한, {\displaystyle \operatorname {Hilb} }는 힐베르트 공간의 범주다.  그렇다면, (2차원) 등각 장론은 특수한 함자 {\displaystyle \operatorname {Bord} _{2}^{\text{conf}}\to \operatorname {Hilb} }이다. 여기서 이 함자는 양 범주의 특정한 성질들을 보존하여야 한다.

### 에너지-운동량 텐서
높은 차원에서는 등각군은 유한차원이지만, 2차원의 시공에서는 그 등각군이 무한차원이다. 좀 더 정확하 말하면, SO(2,2) 아래에서의 등각 변환군은 정칙 함수의 등각 사상의 변환군(무한 차원 리 군)으로 확장되고, 이를 생성하는 리 대수는 (무한 차원의) 비라소로 대수다. (유클리드 계량 텐서의 경우) 정칙과 반정칙 비라소로 대수 두 복사본이 존재한다. (로렌츠 계량텐서의 경우 이는 오른쪽 및 왼쪽 모드에 해당한다.) 등각 장론의 상태 공간(힐베르트 공간)은 (중심 확장을 포함한) 비라소로 대수의 가군을 이룬다. 해밀토니언이 음수의 값을 가질 수 없으므로, 이는 최고 가중 가군(highest-weight module)이어야 한다.
비라소로 대수의 중심 원소 {\displaystyle c}는 등각 대칭의 변칙적 파괴를 나타낸다. 이에 따라, {\displaystyle c\neq 0}이면 등각군은 {\displaystyle L_{0},L_{\pm 1}}에 의하여 생성되는 뫼비우스 부분군으로 깨진다.
물리학적으로, 비라소로 대수의 생성원 {\displaystyle \{L_{n},{\bar {L}}_{n}\}}은 에너지-운동량 텐서의 푸리에 성분들로 나타난다. 2차원 양자장론의 에너지-운동량 텐서 {\displaystyle T_{ij}}는 2×2 대칭 행렬이므로 일반적으로 3개의 성분을 가지는데, 2차원 등각 장론의 경우 에너지-운동량 텐서의 대각합이 0이므로 2개의 성분밖에 없다. 이들은 {\displaystyle z,{\bar {z}}} 기저로 다음과 같이 쓸 수 있다.
{\displaystyle T={\begin{pmatrix}T_{zz}&T_{z{\bar {z}}}\\T_{{\bar {z}}z}&T_{{\bar {z}}{\bar {z}}}\end{pmatrix}}}
{\displaystyle T_{z{\bar {z}}}=T_{{\bar {z}}z}=0}
{\displaystyle T_{zz}(z)\equiv T(z)}
{\displaystyle T_{{\bar {z}}{\bar {z}}}\equiv {\bar {T}}({\bar {z}})}
또한,
{\displaystyle {\bar {\partial }}T=0}
{\displaystyle \partial {\bar {T}}=0}
임을 보일 수 있다. 즉, 에너지-운동량 텐서 {\displaystyle T_{ij}(z,{\bar {z}})}를 {\displaystyle T(z)}, {\displaystyle {\bar {T}}({\bar {z}})}로 나타낼 수 있다.
에너지-운동량 텐서의 푸리에 성분을 다음과 같이 정의하자.
{\displaystyle T(z)=\sum _{n=-\infty }^{\infty }z^{n}L_{-n-2}}
{\displaystyle {\bar {T}}({\bar {z}})=\sum _{n=-\infty }^{\infty }{\bar {z}}^{n}{\bar {L}}_{-n-2}}
이는 또한 경로적분법으로 다음과 같이 표현할 수도 있다.
{\displaystyle L_{n}=\oint {\frac {dz}{2\pi i}}z^{n+1}T(z)}
{\displaystyle {\bar {L}}_{n}=\oint {\frac {dz}{2\pi i}}{\bar {z}}^{n+1}{\bar {T}}({\bar {z}})}
그렇다면 이들은 비라소로 대수를 따르게 된다. 에너지-운동량 텐서의 에르미트성에 따라서
{\displaystyle L_{n}^{\dagger }=L_{-n}}
{\displaystyle {\bar {L}}_{n}^{\dagger }={\bar {L}}_{-n}}
이다.
2차원 등각 장론의 1차장 {\displaystyle {\mathcal {O}}}는 다음과 같은 연산자 곱 전개를 갖는다.:76
{\displaystyle T(z){\mathcal {O}}(0)={\frac {h{\mathcal {O}}(0)}{z^{2}}}+{\frac {\partial {\mathcal {O}}(0)}{z}}+:T(z){\mathcal {O}}(0):}
{\displaystyle {\bar {T}}(z){\mathcal {O}}(0)={\frac {{\bar {h}}{\mathcal {O}}(0)}{z^{2}}}+{\frac {{\bar {\partial }}{\mathcal {O}}(0)}{\bar {z}}}+:{\bar {T}}({\bar {z}}){\mathcal {O}}(0):}
이러한 꼴의 연산자 곱 전개는 국소장이 1차장이 될 필요충분조건이다.

## 성질

### 분배 함수
2차원 등각 장론의 분배 함수는 특별한 성질들을 가진다. 분배 함수를 정의하기 위해서는, 우선 진동 모드들을 이산화(discretization)하기 위하여 공간을 축소화한다. 즉, 공간에 주기적인 경계 조건을 주어, 원으로 만든다. 또한, 시간에도 주기적인 경계 조건을 주자. 이 경우, 시간의 주기는 온도의 역수가 된다. 이에 따라, 2차원 등각 장론의 분배 함수를 계산하려면, 등각 장론을 (복소 구조가 주어진) 원환면, 즉 타원 곡선 위에 정의하면 된다.
타원 곡선의 복소 구조는 상반평면의 한 원소
{\displaystyle \tau \in \mathbb {H} }
로 나타내어진다. 또한, 모듈러 군의 작용에 따라, 같은 궤도에 속한 {\displaystyle \tau }는 같은 복소 구조를 나타낸다.
{\displaystyle \tau \mapsto \tau +1}
{\displaystyle \tau \mapsto -1/\tau }
따라서, 등각 장론의 분배 함수 {\displaystyle {\mathcal {Z}}(\tau ,{\bar {\tau }})}는 {\displaystyle \tau }, {\displaystyle {\bar {\tau }}}에 대한 함수이며, 또한 위와 같은 모듈러 변환에 대하여 불변이다.
{\displaystyle {\mathcal {Z}}(\tau ,{\bar {\tau }})={\mathcal {Z}}(\tau +1,{\bar {\tau }}+1)={\mathcal {Z}}(-1/\tau ,-1/{\bar {\tau }})}
이는 구체적으로 다음과 같이 정의된다.
{\displaystyle {\mathcal {Z}}(\tau ,{\bar {\tau }})=\operatorname {tr} _{\mathcal {H}}\left(q^{L_{0}-c/24}{\bar {q}}^{{\bar {L}}_{0}-{\bar {c}}/24}\right)}
여기서
- {\displaystyle q=\exp(2\pi i\tau )}
- {\displaystyle {\mathcal {H}}}는 등각 장론의 힐베르트 공간이다. 즉, 노름이 양수인 모든 상태들의 내적공간이다.
- {\displaystyle (c,{\bar {c}})}는 등각 장론의 비라소로 대수의 중심 전하이다.

모듈러 불변인 등각 장론은 타원 곡선(종수 1 리만 곡면) 위에 정의될 수 있다. 또한, 모듈러 불변 등각 장론은 임의의 종수의 리만 곡면 위에 정의할 수 있다. 즉, 고차 종수에서의 제약들은 종수 1에서 완전히 나타난다.

### 상관 함수
2차원의 경우, 구체적으로, 등각 무게가 각각 {\displaystyle (h_{i},{\bar {h}}_{i})}인 연산자 {\displaystyle O_{i}}들의 2점 상관 함수는 다음과 같은 꼴이다.
{\displaystyle \langle 1|O_{i}(z_{1})O_{j}(z_{2})|1\rangle =C_{ij}z_{12}^{-h_{i}+h_{j}}{\bar {z}}_{12}^{-{\bar {h}}_{i}-{\bar {h}}_{j}}}
{\displaystyle \langle 1|O_{i}(z_{1})O_{j}(z_{2})O_{k}(z_{3})|1\rangle =C_{ijk}z_{12}^{-h_{i}-h_{j}+h_{k}}z_{23}^{h_{i}-h_{j}-h_{k}}z_{13}^{-h_{1}+h_{2}-h_{3}}{\bar {z}}_{12}^{-{\bar {h}}_{i}-{\bar {h}}_{j}+{\bar {h}}_{k}}{\bar {z}}_{23}^{{\bar {h}}_{i}-{\bar {h}}_{j}-{\bar {h}}_{k}}{\bar {z}}_{13}^{-{\bar {h}}_{1}+{\bar {h}}_{2}-{\bar {h}}_{3}}}
여기서 {\displaystyle z_{ij}=z_{i}-z_{j}}, {\displaystyle {\bar {z}}_{ij}={\bar {z}}_{i}-{\bar {z}}_{j}}이다. 반면 4점 이상의 상관 함수는 등각 대칭에 의하여 완전히 결정되지 않는다. 이는 타이히뮐러 공간 {\displaystyle {\mathcal {T}}_{0,n}}은 {\displaystyle n>3}이면 더 이상 0차원이 아니기 때문이다. 즉, 리만 구의 등각 대칭(뫼비우스 변환)을 사용하여 임의의 3개의 점을 원하는 위치로 고정시킬 수 있지만, 4번째의 점은 이렇게 고정시키지 못한다.

### 카디 엔트로피
2차원 등각 장론의 경우, 모듈러 불변성을 사용하여, 매우 높은 에너지 {\displaystyle E}에서의 상태 밀도 {\displaystyle N(E)}가 다음과 같은 꼴임을 보일 수 있다.:§3.1:164–166:38:89–91
{\displaystyle N(E)\sim \exp(4\pi {\sqrt {cE/6}})}
여기서 c는 등각 장론의 중심 원소다. 즉, 그 로그를 취하면 2차원 등각 장론의 엔트로피는 다음과 같다.
{\displaystyle S(E)\approx 4\pi {\sqrt {cE/6}}}
이를 카디 엔트로피 공식(영어: Cardy entropy formula)이라고 한다. 이 공식은 끈 이론에서 블랙홀 엔트로피를 계산할 때 쓰인다.

### c-정리
임의의 2차원 양자 장론에 대하여, c라는 값이 존재한다. 이는
- {\displaystyle c}는 재규격화군 흐름에 따라 항상 감소한다.
- {\displaystyle c}의 재규격화군 부동점 {\displaystyle g_{i}=g_{i}^{*}}에서는 {\displaystyle c(g_{i}^{*},\mu )}는 에너지에 상관없이 일정하다. 또한 이 경우 {\displaystyle c}의 값은 비라소로 대수의 중심원소의 값과 일치한다.

이는 재규격화군에 따라 높은 에너지의 물리가 잊혀지므로 그에 따라 자유도가 감소하는 것으로 해석할 수 있다. 이를 {\displaystyle c}-정리({\displaystyle c}-theorem)으로 일컫는다.

### 아핀 리 대수
등각 장론은 등각 대칭 말고도 다른 대역적인 대칭을 가질 수 있다. 예를 들어, 이론이 콤팩트 리 군 {\displaystyle G} 꼴의 대칭을 가진다고 하자. 즉, 이 경우 대칭의 생성원들 {\displaystyle Q^{a}} ({\displaystyle a=1,\dots ,\dim G})은 {\displaystyle G}의 리 대수 {\displaystyle {\mathfrak {g}}}값을 가진 연산자들이며, 이들은
{\displaystyle [Q^{a},Q^{b}]=if^{ab}{}_{c}Q^{c}}
꼴의 교환 관계를 만족시킨다.
그러나 등각 장론이 대칭 {\displaystyle G}를 가질 경우, 대칭의 생성원뿐만 아니라, 대칭에 따른 보존류 {\displaystyle j^{a}}들도 연산자 곱 전개에 의하여 대수를 이룬다. 이 보존류들은 무게가 1인 1차장들이며, 이들의 푸리에 급수를
{\displaystyle j^{a}=\sum _{n}j_{n}^{a}z^{-n-1}}
로 정의하면
{\displaystyle j_{0}^{a}=Q^{a}}
가 된다. 이들의 교환 관계는 다음과 같다.
{\displaystyle [j_{m}^{a},j_{n}^{b}]={\frac {1}{2}}km\delta ^{ab}\delta _{m+n,0}+if^{ab}{}_{c}j_{m+n}^{c}}
이들은 무한 차원 리 대수를 이루며, 이를 아핀 리 대수 또는 카츠-무디 대수(영어: Kač–Moody algebra)라고 부른다.}:68–69 여기서 {\displaystyle k\in \mathbb {Z} }는 이론마다 다른 정수이며, 아핀 리 대수의 레벨(영어: level)이라고 한다.
대표적으로, 과녁 공간이 리 군 {\displaystyle G}인 시그마 모형을 생각할 수 있다. 이 경우, 적절한 항들을 추가시키면 이론을 등각 장론으로 만들 수 있다. 이러한 모형을 베스-추미노-위튼 모형이라고 하며, 리 군 속에서 움직이는 끈을 나타낸다.

## 예

### 2차원 자유 스칼라장
2차원 등각 장론의 가장 간단한 예는 하나의 자유 스칼라장을 포함하는 모형이다.:21–24:77–82
실수 스칼라장 {\displaystyle \Phi (z,{\bar {z}})}를 포함하는, 다음과 같은 작용을 생각하자.
{\displaystyle S={\frac {1}{4\pi \alpha '}}\int d^{2}z\,\partial \Phi {\bar {\partial }}\Phi }
그렇다면 스칼라장 {\displaystyle \Phi }는 다음과 같은 2점 함수를 가진다.
{\displaystyle \langle \Phi (z,{\bar {z}})\Phi (z,{\bar {\Phi }})=-{\frac {1}{2}}\alpha '\ln |z-w|^{2}}
이 작용의 오일러-라그랑주 방정식
{\displaystyle \partial {\bar {\partial }}\Phi (z,{\bar {z}})=0}
을 사용하여, {\displaystyle \Phi }를 다음과 같이 분해할 수 있다.
{\displaystyle \Phi (z,{\bar {z}})=\phi (z)+{\bar {\phi }}({\bar {z}})}
이 경우, 이들은 다음과 같은 2점 함수를 가진다.
{\displaystyle \langle \phi (z)\phi (z')\rangle =-{\frac {1}{2}}\alpha '\ln(z-z')}
{\displaystyle \langle {\bar {\phi }}(z){\bar {\phi }}(z')\rangle =-\alpha '\ln({\bar {z}}-{\bar {z}}')}
이 경우 {\displaystyle \partial \phi }의 2점 함수는
{\displaystyle \langle \partial \phi (z)\partial \phi (z')\rangle =-{\frac {\alpha '}{2(z-w)^{2}}}+\cdots }
이므로, {\displaystyle \phi }, {\displaystyle {\bar {\phi }}}는 1차장이 아니지만 {\displaystyle \partial \phi }, {\displaystyle {\bar {\partial }}{\bar {\phi }}}는 1차장을 이루는 것을 알 수 있다. 또한, {\displaystyle \exp(ik\phi )}도 1차장을 이룬다. 즉, 이론의 1차장들과 그 무게는 다음과 같다.
| 1차장                                                                    | 무게 {\displaystyle (h,{\bar {h}})} |
| ------------------------------------------------------------------------ | ----------------------------------- |
| {\displaystyle 1}                                                        | {\displaystyle (0,0)}               |
| {\displaystyle \partial \phi (z)}                                        | {\displaystyle (1,0)}               |
| {\displaystyle {\bar {\partial }}{\bar {\phi }}({\bar {z}})}             | {\displaystyle (0,1)}               |
| {\displaystyle :\exp(ik\phi (z)/{\sqrt {\alpha '}}):}                    | {\displaystyle (k^{2}/4,0)}         |
| {\displaystyle :\exp(-ik{\bar {\phi }}({\bar {z}})/{\sqrt {\alpha '}}):} | {\displaystyle (0,k^{2}/4)}         |

이 이론의 중심 전하는 {\displaystyle (c,{\bar {c}})=(1,1)}이다. 보다 일반적으로, {\displaystyle n}개의 스칼라장을 포함하는 등각 장론의 중심 전하는 {\displaystyle c=n}이다. 이는 끈 이론에서 중요한 역할을 한다. 예를 들어, 보손 끈 이론에서는 시공간의 각 차원마다 이에 해당하는 실수 스칼라장이 존재한다. {\displaystyle bc} 유령 등각 장론이 {\displaystyle c=-26}이며, 끈 이론의 일관성을 위하여 총 중심 전하가 {\displaystyle c=0}이어야 하므로, 총 26개의 차원(스칼라장)이 존재해야 한다. 즉, 보손 끈 이론은 26차원의 시공간에서 존재한다.
자유 스칼라장 등각 장론을 복소 구조 모듈러스가 {\displaystyle \tau \in \mathbb {H} }인 타원곡선 위에 정의하면, 그 분배 함수는 다음과 같다.:120–122
{\displaystyle {\mathcal {Z}}(\tau ,{\bar {\tau }})={\frac {1}{\sqrt {\operatorname {Im} \tau }}}{\frac {1}{\eta (\tau ){\bar {\eta }}({\bar {\tau }})}}}
여기서 {\displaystyle \eta (\tau )}는 데데킨트 에타 함수다. 인자 {\displaystyle 1/{\sqrt {\operatorname {Im} \tau }}}는 끈 이론에서 끈의 질량 중심의 운동량 모드에 해당한다. 이는 다른 진동 모드와 달리 (축소화하지 않은 시공간에서) 국한돼 있지 않으므로, 다른 진동 모드와 달리 특별히 다뤄진다.

### 축소화 자유 스칼라장
자유 스칼라장 모형을 약간 변화시켜, 축소화 자유 스칼라장을 생각할 수 있다. 이 경우, {\displaystyle \Phi (z,{\bar {z}})}를 실수값 대신 {\displaystyle \mathbb {R} /2\pi R\cong S^{1}} 값을 가진 장으로 생각한다. 여기서 {\displaystyle R\in \mathbb {R} }은 {\displaystyle \Phi }의 주기이다. 끈 이론에서는 이는 시공간을 반지름이 {\displaystyle R}이게 축소화하는 것에 해당한다. 이 경우, {\displaystyle \exp(ik\phi )} 꼴의 1차장들은
{\displaystyle \exp(in\phi /R)} ({\displaystyle n\in \mathbb {Z} )}
로 국한된다. 또한, 이 경우 (등각 대칭을 깨고) 퍼텐셜을 추가한다면 감음수에 따른 솔리톤 상태가 존재한다. 예를 들어, 사인-고든 모형이 이에 해당한다.
축소화 스칼라장을 복소 구조 모듈러스가 {\displaystyle \tau \in \mathbb {H} }인 타원곡선에 축소화시켰을 때, 그 분배 함수는 다음과 같다.:122–130
{\displaystyle Z(\tau ,{\bar {\tau }})={\frac {1}{\eta (\tau ){\bar {\eta }}({\bar {\tau }})}}\sum _{m=-\infty }^{\infty }\sum _{n=-\infty }^{\infty }q^{(m/R+Rn/2)^{2}/2}{\bar {q}}^{(m/R-Rn/2)^{2}/2}}
여기서
- {\displaystyle \eta (\tau )}는 데데킨트 에타 함수다.
- {\displaystyle q=\exp(2\pi i\tau )}이다.

이 분배 함수는 축소화 주기를
{\displaystyle R\mapsto 2/R}
과 같이 치환하여도 바뀌지 않는다. 이는 끈 이론의 T-이중성에 해당한다.

### 자유 페르미온
하나의 페르미온 {\displaystyle \psi }을 포함하는 등각 장론의 중심 전하는 {\displaystyle c=1/2}이다. 보손화를 통해, 두 개의 페르미온은 하나의 보손과 같다는 사실을 보일 수 있다.

#### 경계 조건
페르미온의 경우 느뵈-슈워츠 경계 조건(영어: Neveu–Schwarz boundary condition)과 라몽 경계 조건(영어: Ramond boundary condition) 두 가지 가능한 경계 조건이 있다. 이들의 구체적인 형태는 공간의 좌표에 따라 달라진다. 공간을 {\displaystyle z\in {\widehat {\mathbb {C} }}}로 잡고, 무한 과거가 {\displaystyle z=0}, 무한 미래가 {\displaystyle z={\widehat {\infty }}}인 좌표를 쓸 수도 있고, 대신 {\displaystyle z=\exp w}로 하여, 무한 과거가 {\displaystyle w=-\infty }, 무한 미래가 {\displaystyle w=+\infty }인 좌표를 쓸 수도 있다. 이 경우, 등각 무게가 {\displaystyle (h,{\bar {h}})=(1/2,0)}인 페르미온 장 {\displaystyle \psi (z)}의 경계 조건은 다음과 같다.:72–73,80–82:58:122–124
- 느뵈-슈워츠 경계 조건에서는

{\displaystyle \psi (e^{2\pi i}z)=+\psi (z)}
{\displaystyle \psi (w+2\pi i)=-\psi (w)}
이다. 즉, 평면(z)에서는 주기적이고, 원기둥(w)에서는 반주기적이다.
- 라몽 경계 조건에서는

{\displaystyle \psi (e^{2\pi i}z)=-\psi (z)}
{\displaystyle \psi (w+2\pi i)=+\psi (z)}
이다. 즉, 평면(z)에서는 반주기적이고, 원기둥(w)에서는 주기적이다.
{\displaystyle w\to z}로 좌표를 바꾸면, 무게가 반정수이기 때문에 경계 조건이 주기적에서 반주기적으로 바뀌게 된다.:81:114–115

#### 분배 함수
복소 구조가 {\displaystyle \tau }인 타원 곡선에서, 자유 페르미온의 분배 함수는 다음과 같다.:136
{\displaystyle {\mathcal {Z}}(\tau ,{\bar {\tau }})={\frac {1}{2|\eta (\tau )|}}\left(|\vartheta _{2}(\tau )|+|\vartheta _{3}(\tau )|+|\vartheta _{4}(\tau )|\right)}
여기서 {\displaystyle \vartheta _{i}(\tau )}는 야코비 세타 함수다.
- {\displaystyle |\vartheta _{3}|/|\eta |}는 느뵈-슈워츠 경계 조건의 페르미온의 분배 함수다.
- {\displaystyle |\vartheta _{4}|/|\eta |}는 느뵈-슈워츠 경계 조건의 페르미온에서, {\displaystyle (-)^{F}} ({\displaystyle F}는 페르미온 수) 연산자를 삽입한 분배 함수 {\displaystyle \operatorname {Tr} (-)^{F}\exp(\dots )}다. 즉, {\displaystyle {\frac {1}{2}}(|\vartheta _{3}|+|\vartheta _{4}|)/|\eta |}는 분배 함수에 사영 연산자 {\displaystyle (1+(-1)^{F})/2}를 삽입한 것과 같다. 이를 GSO 사영이라고 한다.
- {\displaystyle |\vartheta _{2}|/|\eta |}는 라몽 경계 조건의 페르미온의 분배 함수다.

이렇게 GSO 사영을 가하고 느뵈-슈워츠 경계 조건 및 라몽 경계 조건 둘 다 포함시키지 않으면, 분배 함수는 모듈러 변환에 더 이상 불변이지 않게 된다. 즉, 등각 장론의 일관성에 의하여 GSO 사영이 불가피하다. 끈 이론에서는 이 과정을 통해 타키온 바닥 상태가 없어지게 된다.

### 유령장
유령장은 끈 이론에서 (초)등각 대칭을 게이지 고정시킬 때 등장하는 파데예프-포포프 유령장이다.:114–117:75–77 유령장들의 등각 장론에 등장하는 1차장들은 다음과 같다.
| 1차장                | 무게 h                     |
| -------------------- | -------------------------- |
| 1                    | 0                          |
| {\displaystyle b(z)} | {\displaystyle \lambda }   |
| {\displaystyle c(z)} | {\displaystyle 1-\lambda } |

여기서 {\displaystyle \lambda }는 임의의 매개변수이다. 이 경우 에너지-운동량 텐서는 다음과 같다.
{\displaystyle T(z)=-\lambda :b\partial c:\pm (\lambda -1):c\partial b:}
여기서 만약 {\displaystyle b}, {\displaystyle c}가 가환수이면(보스-아인슈타인 통계를 따르면) −, 반가환수이면 (페르미-디랙 통계를 따르면) +를 취한다.
이 이론의 중심 전하는 다음과 같다 (복부호 동순).
{\displaystyle c=\mp 2(6\lambda ^{2}-6\lambda +1)}

### 기타 예
이 밖에도 대표적인 2차원 등각 장론으로는 다음이 있다.
- 리우빌 장론
- 베스-추미노-위튼 모형
- 최소 모형
- 게프너 모형(영어: Gepner model)
- 칼라비-야우 다양체 위의 2차원 시그마 모형

## 역사
아르헨티나의 물리학자 미겔 안헬 비라소로(스페인어: Miguel Ángel Virasoro)가 1970년에 끈 이론에서 비트 대수 (중심확장을 제외한 비라소로 대수)를 도입하였다. 이후 그 중심 확장은 와이스 (영어: J. H. Weis)가 도입하였다.
1984년에 알렉산드르 아브라모비치 벨라빈(러시아어: Алекса́ндр Абрамо́вич Бела́вин)과 알렉산드르 마르코비치 폴랴코프, 알렉산드르 자몰롯치코프가 2차원 등각 장론을 현대적으로 정의하고, 그 대표적인 성질들을 제시하였다.

## 응용

### 끈 이론
끈 이론에서, 비라소로 대수는 끈의 에너지-운동량 텐서의 (빛원뿔 좌표계에서의) ++, −−원소의 진동모드 전개로 등장한다. (닫힌 끈의 경우엔 이들이 각각 다른 비라소로 대수를 이루나, 열린 끈의 경우에는 하나의 비라소로 대수밖에 없다.) 미분동형사상(좌표 변환) 불변성에 의하여 물리적 상태에서는 에너지-운동량 텐서가 (고전적으로) 0이 되어야 하므로, 고전적으로 {\displaystyle L_{m}=0}이다. 이를 양자화하면, 오직
{\displaystyle (L_{m}-a\delta _{m0})|\psi \rangle =0} ({\displaystyle m\geq 0})
만을 만족시키면 된다. 여기서 {\displaystyle |\psi \rangle }는 임의의 실재하는 상태고, {\displaystyle a}는 이론에 따라 다른 상수다. (보존 끈 이론에서는 {\displaystyle a=1}이고, 초끈 이론에서는 NS의 경우에는 {\displaystyle a=1/2}, R의 경우에는 {\displaystyle a=0}이다.)
보손 끈 이론에서는 등각 대칭의 게이지 고정을 통하여 {\displaystyle \lambda =2}인 반가환수 유령장들 {\displaystyle b(z),c(z),{\bar {b}}({\bar {z}}),{\bar {c}}({\bar {z}})}이 존재한다. 이에 따라, 보손 끈 이론의 유령장들의 중심 전하는
{\displaystyle (c,{\bar {c}})=(-26,-26)}
이다. 이에 따라서 보손 끈 이론은 26차원에 존재한다.
초끈 이론에서는 등각 대칭의 게이지 고정을 통하여 위의 {\displaystyle \lambda =2} 반가환수 유령뿐만 아니라, 초등각 대칭의 게이지 고정에 의한, {\displaystyle \lambda =3/2}의 가환수 유령장들이 존재한다. (초대칭의 생성원은 반가환수이므로, 이에 대응하는 유령장은 그 반대 통계를 따른다.) 이 경우 전자를 bc 유령으로, 후자를 βγ 유령으로 부른다. βγ 유령장들의 중심 전하는
{\displaystyle (c,{\bar {c}})=(11,11)}
이므로, 유령장들의 총 중심 전하는 −26+11=15이다. 각 차원에서는 하나의 보손(c=1)과 하나의 페르미온(c=1/2)이 존재하므로, 초끈 이론은
{\displaystyle 15/(1+1/2)=10}
차원의 시공간에 존재한다.
{\displaystyle N=2} 초끈 이론은 세계면 이론이 2차원 {\displaystyle {\mathcal {N}}=2} 초등각 장론인 초끈 이론이다. 이 경우 유령장들은 다음과 같다.
- 등각 대칭의 게이지 고정으로부터, {\displaystyle c=-26}인 bc 유령
- 초대칭 게이지 고정으로부터, βγ유령. {\displaystyle {\mathcal {N}}=2} 초대칭이므로 두 쌍이 존재하며, 따라서 {\displaystyle c=2\times 11}이다.
- 또한, {\displaystyle {\mathcal {N}}=2} 초대칭은 U(1) 게이지 대칭을 포함한다. 이는 {\displaystyle \lambda =1} 유령 등각장론을 이루며, 보통 b′c′ 유령으로 불린다. 이는 {\displaystyle c=-2}이다.

{\displaystyle {\mathcal {N}}=2} 초대칭의 초다중항은 하나의 복소 스칼라와 하나의 복소 페르미온으로 이루어져 있으므로, 이는 {\displaystyle c=2(1+1/2)=3}이다. 즉, {\displaystyle {\mathcal {N}}=2} 초끈 이론은
{\displaystyle d_{\mathbb {C} }=(-26+2\cdot 11-2)/3=2}
개의 초다중항을 포함한다. 하나의 초다중항은 두 개의 실수 스칼라장을 포함하므로, {\displaystyle {\mathcal {N}}=2} 초끈 이론의 임계 차원은 4차원이다. 이 경우 일반적으로, 시공간은 복소 2차원 켈러 다양체를 이루며, 계량 부호수는 (4,0)이거나 (2,2)여야 한다.

### 임계 현상
일반적으로 임계 현상은 등각 장론에 의하여 나타내어지며, 특히 2차원 계의 임계 현상은 2차원 등각 장론에 의하여 나타내어진다. 2차원 계의 경우 평균장 이론이 적용되지 않는 경우가 많으며, 이러한 경우 2차원 등각 장론의 기법으로 임계 현상을 설명할 수 있다. 예를 들어, 이징 모형의 경우 4차원 이상에서는 평균장 이론이 잘 적용되지만, 2차원에서는 적용되지 않는다. 이 경우, 2차원 등각 장론의 하나인 최소 모형으로 그 임계 현상을 설명할 수 있다. (3차원의 경우는 현재에도 잘 이해되지 않고 있다.)

## 같이 보기
- 등각 장론
- 2차원 𝒩=1 초등각 장론
- 2차원 𝒩=2 초등각 장론
- 2차원 𝒩=4 초등각 장론
- W-대수
- 아핀 리 대수
- 최소 모형 (등각 장론)